# Diederik Durven

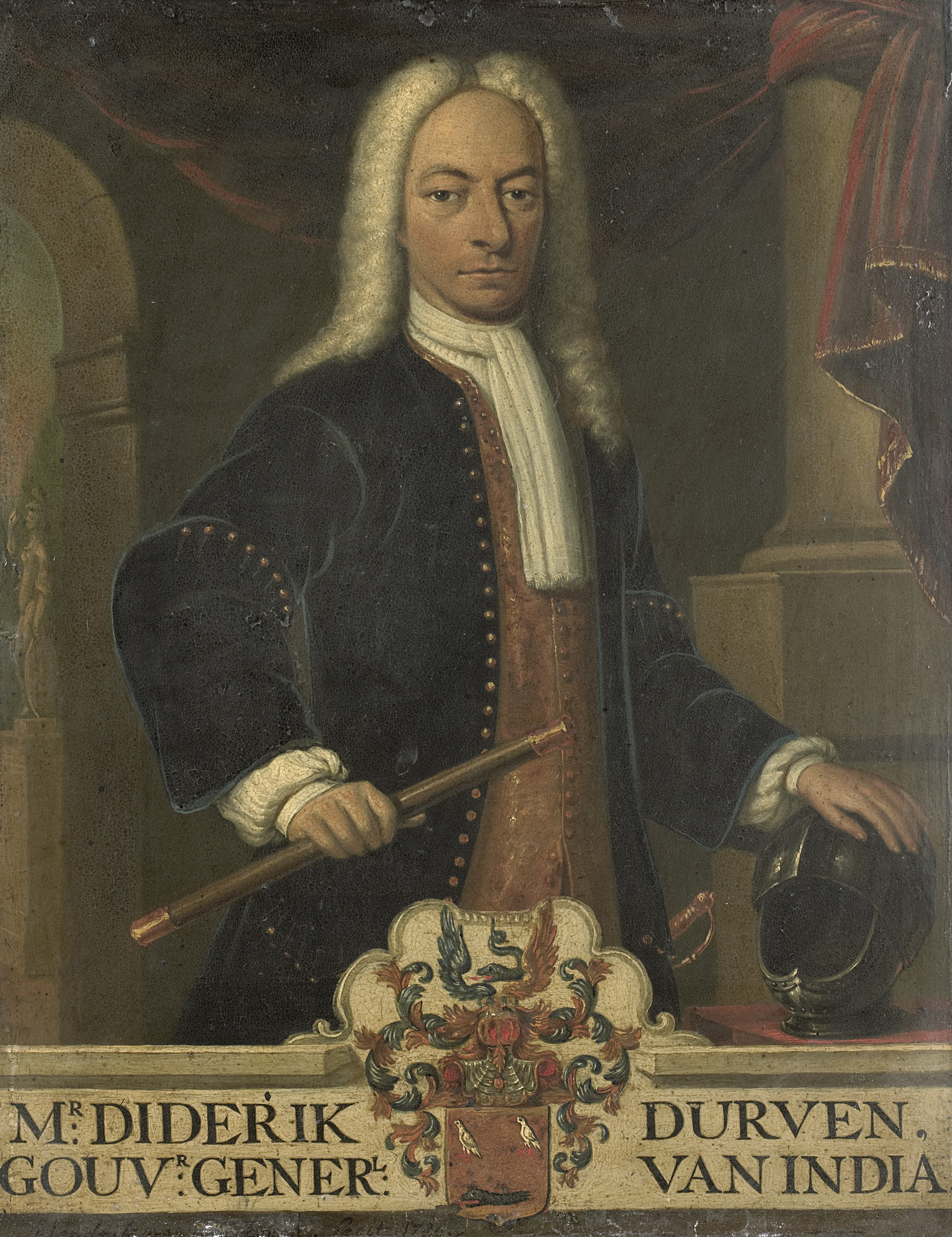
Portret van Diederik Durven door Hendrik van den Bosch.

Diederik Durven (Delft, 13 september 1676 – Nederland, 26 februari 1740) was van 1 juni 1729 tot 9 oktober 1731 gouverneur-generaal van de Vereenigde Oostindische Compagnie (VOC).
Diederik Durven studeerde rechten in Leiden, waarna hij advocaat werd van de VOC-kamer van Delft. In 1705 werd hij benoemd tot lid in de Raad van Justitie te Batavia. In 1706 kwam hij in Batavia aan. Hij maakte 14 jaar lang deel uit van dit college.
Bij zijn benoeming in 1720 tot buitengewoon lid van de Raad van Indië passeerde hij drie oudere raden, die zijn vijanden werden. Zijn volgende carrièrestap zette hij een jaar later, toen hij president werd van de Raad van Justitie.
In 1729 overleed gouverneur-generaal Mattheus de Haan. Diederik Durven volgde hem op als provisioneel gouverneur-generaal. Wegens financieel en organisatorisch wanbeheer werden hij, maar ook de Raden Cornelis Hasselaer en Hendrik van Baerle op 9 oktober 1731 ontslagen. Ook werd hij beschuldigd van het misbruiken en mishandelen van Chinezen.
Diederik Durven deed de compagnie een proces aan en eiste eerherstel en schadevergoeding. Toen hij geen antwoord kreeg, wendde hij zich tot de Staten-Generaal. Het lukte hun de zaak slepende te houden tot zijn overlijden.
Gouverneur-generaal van de VOC

Both · 
Gerard Reynst · 
Reael · 
Coen · 
Carpentier · 
Coen · 
Specx · 
Brouwer · 
Van Diemen · 
Van der Lijn · 
Carel Reyniersz · 
Maetsuycker · 
Rijcklof van Goens · 
Speelman · 
Camphuys · 
Van Outhoorn · 
Van Hoorn · 
Van Riebeeck · 
Van Swol · 
Zwaardecroon · 
De Haan · 
Durven · 
Van Cloon · 
Patras · 
Valckenier · 
Thedens · 
Van Imhoff · 
Mossel · 
Van der Parra · 
Van Riemsdijk · 
De Klerk · 
Alting

 

Gouverneur-generaal van staatswege

Van Overstraten · 
Siberg · 
Wiese · 
Daendels · 
(Britse interventie: Raffles en Fendall) · 
Van der Capellen · 
De Kock · 
Du Bus de Gisignies · 
Van den Bosch · 
Baud · 
De Eerens · 
Van Hogendorp · 
Merkus · 
Jan Reijnst · 
Rochussen · 
Duymaer van Twist · 
Pahud · 
Prins · 
Sloet van de Beele · 
Prins · 
Mijer · 
Loudon · 
Van Lansberge · 
s'Jacob · 
Van Rees · 
Pijnacker Hordijk · 
Van der Wijck · 
Rooseboom · 
Van Heutsz · 
Idenburg · 
Van Limburg Stirum · 
Fock · 
De Graeff · 
De Jonge · 
Tjarda van Starkenborgh Stachouwer
- Biografisch Portaal: 48553244
- Digitale Bibliotheek voor de Nederlandse Letteren: durv001
- International Standard Name Identifier: 0000 0003 9211 4779
- Nederlandse Thesaurus van Auteursnamen: 24439458X
- Virtual International Authority File: 286107108